# Wdiff
wdiff, GNU wdiff или A word difference finder — свободная утилита, «обёртка» для Unix‐утилиты diff, предназначенная для сравнения файлов с выводом разницы не по строкам, как это делает diff, а по словам. Словом считается группа символов, не являющихся пробелами, ограниченная символами, ими являющимися. Это удобно для сравнения текстов, в которых было изменено всего несколько слов, и переформатированы абзацы.
Может обозначать удалённые и добавленные слова подчёркиванием и жирным шрифтом соответственно.

## Принцип работы
wdiff разделяет содержимое каждого из сравниваемых файлов на строки — по одному слову в строке — и передаёт полученные файлы diff, после чего собирает вывод diff, и оформляет его для удобства чтения человеком.